# Championnat du monde féminin de handball 2027
Cet article traite du championnat féminin 2027. Pour le championnat masculin, voir Championnat du monde masculin de handball 2027.
Navigation
Allemagne et Pays-Bas 2025 2029
Le Championnat du monde féminin de handball 2027 est la 28e édition du Championnat du monde féminin de handball et aura lieu en décembre 2027 en Hongrie.

## Présentation

### Qualifications
Depuis le Championnat du monde 2019, les règles de qualifications sont :
- 1 place pour les pays organisateurs ;
- 1 place pour le tenant du titre ;
- 4 places attribuées pour l'Afrique, pour les Amériques (1 pour la zone Amérique du Nord et Caraïbes et 3 pour l'Amérique du Sud et Centrale), pour l'Asie et pour l'Europe ;
- 0 ou 1 place pour l'Océanie, dans le cas où l'équipe de ce continent termine cinquième ou mieux au Championnat d'Asie[1] ;
- 1 ou 2 invitation(s) (Wild card), suivant le cas de l'Océanie[1] ;
- 12 places dites de « performance », offertes aux différents continents en fonction du classement final du championnat du monde 2025 (places 1 à 12).

Dès lors, la distribution des 32 places est la suivante :
| Continent                    | Place(s) | Moyen de qualification                                                                              | Date                                                                                                | Nations qualifiées                                                                                  |
| ---------------------------- | -------- | --------------------------------------------------------------------------------------------------- | --------------------------------------------------------------------------------------------------- | --------------------------------------------------------------------------------------------------- |
| —                            | 2        | Organisateur                                                                                        | 28 février 2020                                                                                     | Hongrie                                                                                             |
| —                            | 1        | Championnat du monde 2025                                                                           | 19 décembre 2025                                                                                    | inconnu                                                                                             |
| Afrique (CAHB)               | 4 + ?    | Championnat d'Afrique 2026                                                                          | décembre 2026                                                                                       | inconnu, inconnu, inconnu, inconnu                                                                  |
| Am. Sud et centrale (SCAHC)  | 4 + ?    | Championnat d'Am. du Sud et centrale 2026                                                           | 2026 ?                                                                                              | inconnu, inconnu, inconnu, inconnu                                                                  |
| Am. Nord et Caraïbes (NACHC) | 1 + ?    | Championnat d'Am. du Nord et Caraïbes 2027                                                          | 2027 ?                                                                                              | inconnu                                                                                             |
| Asie (AHF)                   | 3 + ?    | Championnat d'Asie 2026                                                                             | décembre 2026                                                                                       | inconnu, inconnu, inconnu                                                                           |
| Océanie (OCHF)               | 0 ou 1   | Championnat d'Asie 2026                                                                             | décembre 2026                                                                                       | inconnu                                                                                             |
| Europe (EHF)                 | 4 + ?    | Championnat d'Europe 2026                                                                           | décembre 2026                                                                                       | inconnu, inconnu, inconnu                                                                           |
| Europe (EHF)                 | 4 + ?    | Qualifications européennes                                                                          | juin 2027                                                                                           | inconnu ...                                                                                         |
| —                            | 1 ou 2   | Invitation (Wild Card)                                                                              | 2027                                                                                                | inconnu                                                                                             |
| —                            | 12       | places de « performance » à distribuer en fonction du classement final du championnat du monde 2025 | places de « performance » à distribuer en fonction du classement final du championnat du monde 2025 | places de « performance » à distribuer en fonction du classement final du championnat du monde 2025 |